# Gallotia goliath
Espèce
Synonymes
- Lacerta goliath Mertens, 1942 (protonyme)
- Lacerta maxima Bravo, 1953
- Gallotia maxima (Bravo, 1953)

Gallotia goliath ou lézard géant goliath de Tenerife est une espèce fossile de squamates sauriens de la famille des Lacertidae. L'espèce de Gallotia goliath était le reptile plus grand de ceux trouvés dans les îles Canaries, il a atteint une longueur de 120 à 125 centimètres.

## Aire de répartition

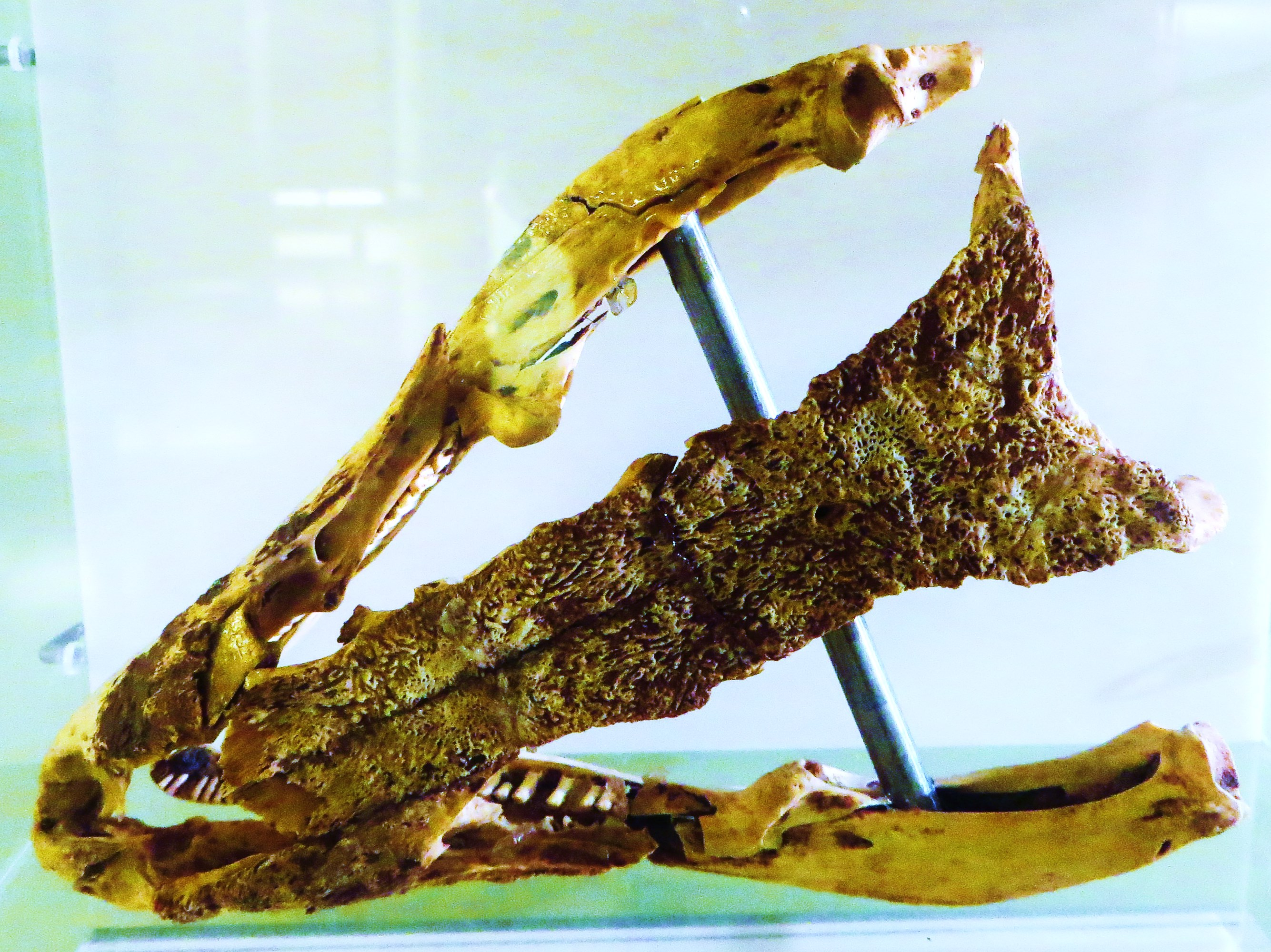
Crâne fossilisé au Musée de la Nature et de l'Homme.

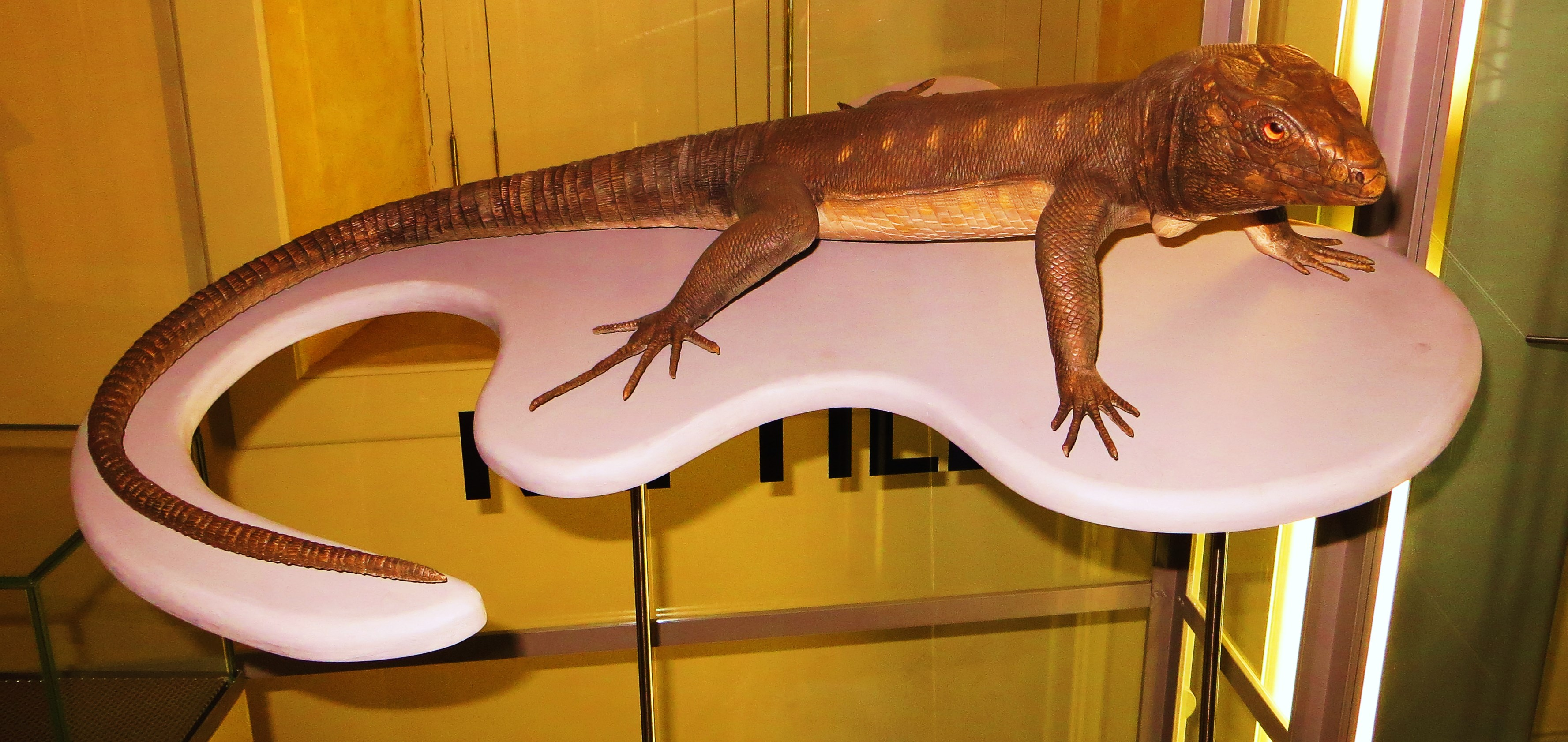
Reconstitution au Musée de la Nature et de l'Homme.

Ce lézard a été découvert au Barranco de las Moraditas, à Tenerife, aux îles Canaries (Espagne).

## Paléoenvironnement
Il vivait à la période du Quaternaire. Il semble avoir disparu peu après l'arrivée des Hommes dans l'archipel, il y a environ 2 000 ans av. J.‑C..

## Taxinomie
Cette espèce a été décrite en 1942 par le zoologiste allemand Robert Friedrich Wilhelm Mertens (1894-1975).